# Leberbalsam-Schafgarbe
Die Leberbalsam-Schafgarbe (Achillea ageratum) oder Lebergarbe ist eine Pflanzenart aus der Gattung der Schafgarben (Achillea).

## Beschreibung
Die Leberbalsam-Schafgarbe ist eine aufrechte, ausdauernde krautige Pflanze, die Wuchshöhen von 10 bis 80 Zentimeter erreicht und nach Kampfer riecht. Der einfache oder verzweigte und rauhaarige Stängel verholzt an der Basis. Die wechselständigen Laubblätter sind bis zu 5 Zentimeter lang, schmal verkehrt-eiförmig, drüsig punktiert, kahl bis rauhaarig und grob gesägt. Die Basalblätter sind mehr oder weniger stark gefiedert.
Die gelben, sehr kleinen körbchenförmigen Teilblütenstände sind in endständigen, bis zu 15 Zentimeter breiten trugdoldigen Gesamtblütenständen angeordnet. Von den in wenigen Reihen angeordneten Hüllblättern sind die äußeren 2 Millimeter lang und besitzen einen häutigen Rand. Der Körbchenboden ist gewölbt. In jedem Blütenkörbchen stehen vier bis fünf 1,5 bis 2 Millimeter lange, gelbe Zungenblüten. Die Früchte sind Achänen ohne Haarkranz.
Die Blütezeit reicht von April bis Oktober.
Die Chromosomenzahl ist 2n = 18.

## Vorkommen
Das Verbreitungsgebiet umfasst den westlichen Mittelmeerraum einschließlich Portugal, Marokko und Italien. Sie kommt ursprünglich in Marokko, Spanien, auf den Balearen, Portugal, Frankreich, Korsika, Sardinien, Italien und Kroatien vor. Hier kommt die Leberbalsam-Schafgarbe an Wegrändern, auf Ödland und auf feuchten Plätzen vor.

## Verwendung
Der botanische und alte Artname Ageratum (zu griechisch agératos: nicht alternd) und der deutsche Trivialname deuten auf die alte Verwendung als Heilpflanze bei Leberleiden hin. Die auch Lebergarbe genannte Art wurde früher als Eupatorium Mesue vom als Eupatorium graecorum bezeichneten Odermennig unterschieden. Nach der Zuordnung der Art zur Gattung der Schafgarben wurde der bei den alten Botanikern verwendete Gattungsname Ageratum frei und wurde von Carl von Linné, recht willkürlich, auf eine amerikanische Zierpflanze übertragen. Die Art Ageratum houstonianum wird nach der Namensübertragung auch Gewöhnlicher Leberbalsam genannt, obwohl sie selbst nie als Heilpflanze diente. Die Droge wurde auch Malvasierkraut oder herba agerati genannt.